# 송인명
송인명(宋寅明, 1689 ~ 1746)은 조선의 문신이다. 자는 성빈(聖賓), 호는 장밀헌(藏密軒), 본관은 여산이다.

## 생애
1719년(숙종 45) 증광문과에 을과로 급제하여 예문관검열(藝文館檢閱)이 되었다. 영조가 즉위하자 1724년 충청도관찰사에 이어 동부승지가 되어 조현명과 함께 탕평책의 선두로서 당쟁을 막고 질서를 바로잡는 데 공을 세웠다. 이후 대사간과 대사성을 하며 탕평에 앞장섰고 호조참의로 승진한다. 평안도관찰사로 민정을 다스렸고 대사헌으로 질서를 바로잡았으며 예조참판, 이조참판을 거쳐 이로 인해 영조의 신임으로 이조판서, 동지경연사를 하고 예조판서가 되고 동지경연사와 지경연사를 하고 우참찬, 좌참찬을 하고 호조판서, 이조판서, 홍문관제학을 두루 거쳐 판의금부사, 이조판서로 종부시제조를 겸하고 이조판서가 되고 지경연사를 겸한 뒤 홍문관제학, 예문관제학을 하고 우참찬을 거쳐 다시 이조판서가 되었다. 1736년에 우의정을 거쳐 1740년에 좌의정에 이르렀다. 사후 영의정에 추증되었다. 시호는 충헌(忠憲)이다.

## 저서
영조의 명으로 박사수와 함께 《감란록》을 편찬하였다.